# Yannick Stopyra
Yannick Stopyra, född 9 januari 1961 i Troyes, är en fransk före detta fotbollsspelare. Under sin karriär spelade han bland annat i Sochaux, Rennes, Toulouse och Bordeaux. Han spelade även 33 landskamper för Frankrikes landslag och var uttagen i truppen till VM 1986. Där gjorde han två mål, mot Ungern i gruppspelet samt mot Italien i åttondelsfinalen, när Frankrike till slut vann brons.

## Meriter
Frankrike
- VM-brons: 1986